# Монтекукколи, Леопольд Филипп
Князь Леопольд Филипп Вильгельм Монтекукколи-Полиньяно (нем. Leopold Philipp Wilhelm Montecuccoli-Polignago; 1 мая 1662, Бург Хоэнегг — 9 января 1698) — австрийский государственный и военный деятель.

## Биография
Сын имперского генералиссимуса князя Раймондо Монтекукколи из одноимённого итальянского рода и Марии Маргареты фон Дитрихштейн.
После смерти отца в 1680 году стал полковником собственного кирасирского полка. 3 сентября 1685 произведен в генерал-фельдвахтмейстеры, 6 октября 1688 в генерал-фельдмаршал-лейтенанты, 31 января 1692 в генералы кавалерии и 7 мая 1696 в генерал-фельдмаршалы.
Был капитаном трабантов лейб-гвардии, камергером и тайным советником. В 1680 году увеличил владения семьи, приобретя имение Хайндорф.
В 1689 году император возвел его в сан имперского князя с наследованием по праву первородства.
В 1697 году Карл II пожаловал его в рыцари ордена Золотого руна.
В январе 1698 князь Монтекукколи умер при неясных обстоятельствах.

## Семья
Жена (1679): графиня Мария Йозефа Антония фон Коллоредо (ум. 1738), дочь графа Людвига фон Коллоредо, капитана трабантов лейб-гвардии, и графини Марии Сусанны Элеоноры фон Цинцендорф унд Поттендорф
Брак был бездетным и наследство князя стало предметом спора, длившегося несколько поколений, так как, согласно учредительной грамоте от фидеикомисса Хоэнегг, его владелец был обязан жить в Рейхе и жениться на немецкой католичке.